# Portada/article setembre 29

## Gorgosaure
El gorgosaure (Gorgosaurus, 'llangardaix ferotge') és un gènere de dinosaure teròpode tiranosàurid que va viure al que actualment és l'oest de Nord-amèrica durant el Cretaci superior, entre fa 77 i fa 74 milions d'anys. Les seves restes fòssils s'han trobat a la província canadenca d'Alberta i possiblement al territori estatunidenc de Montana. Els paleontòlegs en reconeixen únicament l'espècie tipus, G. libratus, tot i que altres espècies han estat atribuïdes erròniament a aquest gènere.